# Promotie (marketing)
Promotie is het tijdelijk onder de aandacht brengen van een nieuw of bestaand product of service met als doel de omzet positief te beïnvloeden. Beter Nederlands zou kunnen zijn: vooropstellen. Promotie is een onderdeel van het vermarktingsmengsel, wat weer een onderdeel is van het bredere vermarkting. Promotie moet niet worden verward met reclame, dat enkel het ter kennis geven van een promotie door middel van televisiecommercials, internet, radio en bladen inhoudt. Reclame is echter wel een vorm van promotie. 
Een voorbeeld van promotie is het geven van een tijdelijke meerwaarde aan een product door middel van een prijsverlaging (korting) of de verhoging van de hoeveelheid. Andere vormen zijn bijvoorbeeld kortingsbonnen, spaaracties, prijsvragen of het verstrekken van premiums bij aankoop van een product of dienst. Meestal zijn dit gratis voorwerpen die handig of leuk lijken. 
Dergelijke vormen van promotie hebben enkel effect zo lang als de promotie voortduurt. Tijdens de promotie zal de afname van het product waarschijnlijk toenemen en kan de afname zelfs na de promotie vaak iets hoger liggen. Een nadeel hierbij is dat enige tijd na de promotie de afname lager kan liggen dan voor de promotie. Dit kan bijvoorbeeld komen door de verzadiging van de markt, of smaak- of interesseveranderingen van de doelgroep.
Een bedrijf wacht dan vaak tot het weer bijtrekt en probeert altijd zo veel mogelijk omzet te maken en minimaal de kosten van productie en promotie er uit te halen. Wanneer het product echt niet meer goed loopt, kan een tweede promotie worden gestart. Met die promotie wordt er geprobeerd nog zo veel mogelijk van het oude product te verkopen, om met die omzet mede een nieuw product te ontwikkelen en te promoten.